# 구리시의회
구리시의회는 경기도 구리시 지역을 관할하는 기초의회이다.